# Драговица
Драговица (словен. Dragovica, итал. Dragovizza) је насељено место у општини Нова Горица, Горишка регија, Словенија.

## Историја
До територијалне реорганизације у Словенији била је у саставу старе општине Нова Горица. Као самостално насеље Драговица постоји од 2004. године. Настала је издвајањем дела из насеља Гргарске Равне.

## Становништво
У попису становништва из 2011. године, Драговица је имала 53 становника.
| Број становника према пописима |
| ------------------------------ |
| 2011                           |
| 53                             |

Напомена: Године 2004. настала издвајањем дела из насеља Гргарске Равне.